# روي (فلم)
روي، (بالإنجليزية: Roy)، (بالهندية: रॉय)، هُوّ فيلم هندي رومانسي درامي إنتاج عام 2015، من إخراج وكتابة المخرج الجديد فيكرامجيت سينغ، وأنتجه بوشان كومار وديفيا خوسلا كومار وكريشان كومار وفريواي بيكترس، كما وشارك في إنتاجه أجاي كابور، بطولة كُلِّ مِنْ رانبير كابور وجاكلين فيرنانديز وأرجون رامبال، والممثل أنوبام خير والممثلة شيباني دانديكار في أدوار ثانوية، وهو من إصدار 13 فبراير، 2015، وميزانيته بلغت 45 كرور روبيه أي 7 ملايين و100 ألف دولار أمريكي. كان العرض الأول في 12 فبراير من عام 2015 في دبي، وفي ثاني يوم 13 فبراير عُرِض الفيلم في جميع أنحاء العالم. وكسب حتى الآن 47 مليون و800 ألف كرور روبيه.

## قصة الفيلم
يسرد الفيلم قصتين مختلفتين تجمعان بين الواقع والخيال، إحداهُما صاحبها كبير جريوال (أرجون رامبال) مخرج أفلام وكاتب سيناريو ناجح معروف بأسلوب حياته الملتهب (النبيذ والنساء) الشبيه بحياة زير النساء كازانوفا، اشتُهِر كبير بكتابة وإخراج سلسلة أفلام ناجحة كتبها من ذكريات طفولته وهيّ سلسلة أفلام (Guns) التي تستند على حياة السارقين وسرقاتهم، بعد نجاح الجزء الأول والجزء الثاني من السلسلة كان الجمهور والصحافة ينتظرون بشغفٍ الجزء الثالث وكان الجزء الجديد يشغل جيز كبيراً من اهتمامهم وقد كثر الحديث والإشاعات والأخبار في الصحف عنه لكون كبير لا يستطيع السيطرة عليه فيبدو أنَّ ما لديه قد نَفِذ إذ لم يعرف عما يكتب وعن من هذه المرة، يذهب كبير إلى ماليزيا لتصوير فيلمه رغم أنّه لم يكُن معه أي نص أو قصة للفيلم، وهُناك يُقابل عائشة عامر (جاكلين فيرنانديز) مخرجة جديدة من لندن وهيّ فتاة لعوب ذات شخصيّة متحررة وتعيش على طريقتها الخاصة والأحرى يجب وصفها بالبوهيمية (ملحوظة 1)، فتبدأ بالعمل مع كبير على الفيلم وقصته فشيئاً شيئاً يقعان في الغرام، يُحاول كبير إيجاد قصةً مثالية من وجهة نظره لفيلمه ولكنه يفشل مرةً بعد مرةً، بعد أن تتعرف عائشة على كبير أكثر وعن حياته المليئة بالنساء ينفطر قلبها وتنجرح مشاعرها لذا تترك كبير وتعود إلى لندن، يُصاب كبير الذي يشعر بأنّه وقع في الحب الحقيقي هذه المرة بالاكتئاب جراء ذلك لذا يترك هو الآخر فيلمه غير المكتمل ويعود إلى مومباي.
بعد عدة محاولات فاشلة لكبير حتى يجد الذروة المثالية لنهاية قصة فيلمه تقترح عليه مساعدته وصديقته ميرا أن يذهب إلى أحد مهرجانات الأفلام كجزء من لجنة التحكيم من أجل تقييم فيلم عائشة حتى يُقابلها، تحصل معه عدة مواقف مع عائشة ثُمّ تطلب منه ألا يُطاردها بعد اليوم وأن يبقى بعيداً عن حياتها، بعد ذلك يموت والد كبير (أنوبام خير) ويرفع منتجو وممولي الفيلم قضية ضد كبير لكونه ترك الفيلم ولم ينجزه لذا يقرر كبير المضي قدماً ويعود لإكمال فيلمه.
في ذات الوقت يُعرض في الفيلم قصة أُخرى وهيّ قصة روي (رانبير كابور) إذ تُعرض القصتين معاً جزءً من قصة كبير ومرة جزء من قصة روي، وروي هذا لص دولي محترف وغامض لا يُعرف الكثير عنه، يقوم بسرقة التحف الفنية والآثار الثمينة ثُمّ يبيعها للأثرياء وتجار السوق السوداء ولا تكون سرقاته على مدى الهند فقط بل يسرق في أي دولة يجد فيها ما يجذبه للسرقة، تُعرض لنا مشاهده في حقبة ماضية ما بين الستينيات والسبعينات من القرن العشرين الماضي حيثُ تبدأ قصته عندما يسافر إلى أرض أجنبية غير معروفة من أجل مهمته التالية لكي يسرق لوحة فنية باهضة الثمن من صاحبتها تيا (جاكلين فيرنانديز) وهيّ رحالة فاتنة الجمال بالغة الثراء وشبيهة لعائشة، تعيش تيا وحيدةً في قصر فخم حيثُ تحفظ هُناك اللوحة الفنية، بسبب حفظها للوحة في بيتها يُقرر روي بناءً على ذلك أن يقيم علاقة صداقة مع تيا فيبدأ بتعقبها لمقابلتها ويحدث ذلك في مزاد علني حيثُ يسحر تيا بكلامه وتصرفاته فتنشئ صداقةً بينهما، عندها تنطلق شرارة الانجذاب بينهما فيبدأ بالخروج معها والتقرب منها شيئاً فشيئاً، تسمح تيا لروي بدخول القصر وزيارتها حيثُ كان روي يبحث عن الفرصة المناسبة لسرقة اللوحة، وفي إحدى الليالي يسرق اللوحة ويذهب تاركاً تيا مع حزنها وقلبها المكسور فقد وقعت في غرامه، في وقتٍ لاحق يندم روي أشد الندم على فعله معها ويدرك أنّه يُحبها أيضًا وبالتالي يُقرر إعادة اللوحة لها على الأقل، يشتبك روي مع مالك اللوحة الجديد الذي باعها له ويتمكن من الحصول عليها وإعادتها لتيا، بعد أن يُعيد اللوحة تدرك تيا عندها أنَّ روي تغيّر الآن فِعلاً وتغفر له ما فعل.
في ذات الوقت قام المخرج كبير بإصدار الجزء الجديد من سلسلة أفلامه وقد حقق نجاحاً كبيراً، بعد ذلك يُكشف أنَّ روي ما هو إلا شخصية وهمية موجودة في تفكير كبير فقط وقصة تيا وروي هيّ سيناريو وقصة فيلمه الجديد، في النهاية يجتمع شمل عائشة وكبير كما تمَّ جمع شمل روي وتيا في فيلمه، ينتهي الفيلم مع روي وتيا بينما كانا يمشيان جنباً إلى جنب بجوار جسر تماماً مِثل التصوير المرسوم على اللوحة التي سرقها روي من تيا.

## الممثلون
- رانبير كابور بِدور روي - وهو لُّص محترف غامض.
- جاكلين فيرنانديز بِدور عائشة عامر - وهيّ مُخرجة بوهيمية (ملحوظة 1) وحبيبة المخرج كبير جريوال / ودور تيا - وهيّ رحالة فاتنة الجمال (دورين مزدوجين).
- أرجون رامبال بِدور كبير جريوال - وهو مخرج أفلام.
- أنوبام خير بِدور والد كبير جريوال.
- شيباني دانديكار بِدور زويا.

## الأغاني والموسيقى التصويرية
تولى تلحين أغاني فيلم روي فريق موسيقي هُم أنكيت تيواري وآمال مالك وميت بروس آنجان، في حين كتب الكلمات سانديب ناث وراكيش كومار وأبهيندرا كومار أوبادهياي، أما الموسيقى التصويرية فقد أشرف عليها ولحنها سانجوي تشودري.
الأغاني السبعة من غناء عدة مغنون هُم أرجيت سينغ، وأديتي سينغ شارما، وأنكيت تيواري، وميت بروس آنجان، وكانيكا كابور، والمغني كي كي، وتولسي كومار.

### قائمة الأغاني
| رقم الأُغنية | اسم الأُغنية                                                   | كاتب/ـة كلمات الأُغنية    | مُلحن/ـة الأُغنية | المُغني/ـة                    | مدة الأُغنية | رابط المشاهدة                              | مُلاحظات |
| ----------- | ------------------------------------------------------------- | ------------------------ | --------------- | ---------------------------- | ----------- | ------------------------------------------ | --- |
| 1           | سوراج دوْبا هي (Sooraj Dooba Hain)                             | راكيش كومار              | آمال مالك       | أرجيت سينغ وأديتي سينغ شارما | 4:23 دقيقة  | Sooraj Dooba Hain على يوتيوب               | |
| 2           | تو هي كي نَهي (Tu Hai Ki Nahi)                                 | أبهيندرا كومار أوبادهياي | أنكيت تيواري    | أنكيت تيواري                 | 5:47 دقيقة  | Tu Hai Ki Nahi على يوتيوب                  | |
| 3           | تشيتيان كالايان (Chittiyaan Kalaiyaan)                        | راكيش كومار              | ميت بروس آنجان  | ميت بروس آنجان وكانيكا كابور | 4:19 دقيقة  | Chittiyaan Kalaiyaan على يوتيوب            | |
| 4           | يارا ري (Yaara Re)                                            | سانديب ناث               | أنكيت تيواري    | المغني كي كي                 | 4:58 دقيقة  | Yaara Re على يوتيوب                        | |
| 5           | بُونْد بُونْد (Boond Boond)                                       | أبهيندرا كومار أوبادهياي | أنكيت تيواري    | أنكيت تيواري                 | 5:21 دقيقة  | Boond Boond على يوتيوب                     | |
| 6           | تو هي كي نَهي (Tu Hai Ki Nahi)                                 | أبهيندرا كومار أوبادهياي | أنكيت تيواري    | تولسي كومار                  | 5:21 دقيقة  | Tu Hai Ki Nahi بصوت تولسي كومار على يوتيوب | هُناك نسختان من الأُغنية إحداها نسخة رجالية بصوت أنكيت تيواري وإحداها نسخة نسائية بصوت المغنية تولسي كومار وهُما مُتشابهتان مع اختلاف بسيط |
| 7           | سوراج دوْبا هي "الإصدار الثاني" ("Sooraj Dooba Hai "Version 2) | راكيش كومار              | آمال مالك       | أرجيت سينغ وأديتي سينغ شارما | 4:24 دقيقة  | غيرُ متوَّفر                                  | هُناك إصداران لأُغنية سوراج دوْبا هي (Sooraj Dooba Hain) وهذا الإصدار الثاني لها                                                          |

### الاستقبال
استقبل الجمهور أغاني ألبوم الفيلم عندما أُطلِقت بالكثير من الثناء والنُقاد بالمُراجعات الإيجابية، وقد أعطى موقع "Rediff.com" ألبوم الفيلم أربعة نجوم من أصل 5 نجوم.

## الإيرادات والاستقبال
افتُتِح الفيلم 13 فبراير عام 2015، وقُبِل بمراجعات وردود فعل سلبية من النقاد والجمهور، أغلب الانتقادات كانت بسبب طول الفيلم وبطء أحداثه والغموض الشديد الذي يلف شخصيات الفيلم إذ لم يفهم الكثير معناه، وأعطاه الناقد سوبهاش كي جها ثلاث نقاط من أصل 5، وقال عنه: «روي فيلم عبارة عن رحلة مُثيرة للاهتمام والحماس تقودنا وتؤدي إلى لا شيء». إن دي تي في أعطى الفيلم 2 من أصل 5 نجوم وقالوا عن الفيلم أنّه مُمِلاً يجلب لك النعاس، وموقع "Rediff.com" أعطى الفيلم نصف نجمة من أصل 5 نجوم ووصف الفيلم بإنّه مِثل «التعذيب البطيء». ولم يمتدحوا إلا أماكن التصوير وأغاني الفيلم وموسيقاه التصويرية. رغم ذلك كسب الفيلم 47 مليون و800 ألف كرور روبيه خلال أقل من شهر من موعد صدوره في دور السينما في أنحاء العالم ولا زال يُعرض.

## وصلات خارجية
- مقالات تستعمل روابط فنية بلا صلة مع ويكي بيانات
- فيلم روي على قاعدة بيانات الأفلام على الإنترنت.

## مُلاحظات
- ملحوظة 1: البوهيمي هُوّ لقب يُطلق على فنانون يعيشون ويدعون إلى التفكير الحر المطلق غير المقيد محاولة منهم لاضفاء أسلوب خاص في نتاجهم الأدبي أو الفني، لذلك فهم لا يمتثلون في سلوكهم وأعمالهم إلى أعراف المجتمع وتقاليده، حيثُ يدل على أي كاتب أو فنان يميل إلى اتخاذ سلوك أو العيش بنمط حياتي غير مألوف، سواءً كان هذا سلوكاً واعياً أو غير واعياً منه.